# Pluto (vehículo)
Pluto es un vehículo submarino por control remoto (ROV), capaz de sumergirse a 300 metros de profundidad, fabricado en Suiza por una empresa italiana.
Dispone de dos focos, dos sónares (uno de búsqueda y otro de clasificación), una cámara de vídeo, una cámara fotográfica, una pequeña carga de profundidad (para destruir minas de fondo) y un artilugio en la cabeza para cortar el cable de las minas de orinque. Propulsión por baterías recargables e intercambiables. Velocidad aproximada en inmersión: 3 nudos. Tiempo aproximado de inmersión: 1h 30min. Lleva cinco hélices (una como timón, dos para propulsión, dos para inmersión).
Se compone de cabeza y cuerpo, la cabeza se mueve de forma independiente, en la cabeza lleva los aparatos electrónicos y en el cuerpo las baterías y hélices. Bajando la cabeza 90° el sónar de búsqueda hace la función de sondador (hasta 75 m, aproximadamente). Es portátil, con lo cual se puede montar en cualquier tipo de embarcación, incluso ser utilizado en tierra (muelles, lagos, etcétera).
Lo maneja un operador mediante una consola con dos joysticks. Su uso puede ser militar (inspección y neutralización de minas) o civil (inspección del casco de cualquier buque). Incluso puede tener un uso recreativo (vistas de los fondos marinos).
- Datos: Q6080879